# Perdita ute
Perdita ute là một loài Hymenoptera trong họ Andrenidae. Loài này được Griswold mô tả khoa học năm 1993.